# مشچوفسک
شهر مشچوفسک (به روسی: Мещовск) در کشور روسیه و در اوبلاست کالوگا واقع شده‌است.